# كوستادين ماركوف
كوستادين ماركوف (بالبلغارية: Костадин Марков)‏ هو لاعب كرة قدم بلغاري في مركز الوسط، ولد في 18 فبراير 1979 في بلاغويفغراد في بلغاريا. لعب مع بيرين بلاغويفغراد ونادي سبارتاك بليفين ونادي لوكوموتيف بلوفديف ونادي لوكوموتيف صوفيا.

## وصلات خارجية
- كوستادين ماركوف على موقع قاعدة بيانات كرة القدم.إي يو (الإنجليزية)